# Hybrydowy układ wytwórczy
Hybrydowy układ wytwórczy – mały zespół współpracujących jednostek wytwórczych energii elektrycznej albo energii elektrycznej i ciepła, o zróżnicowanych nośnikach energii pierwotnej (odnawialne i nieodnawialne) lub zawierające układy do magazynowania energii, przy czym sterowanie i koordynacja ich współpracy odbywa się przy wykorzystaniu zaawansowanych układów energoelektronicznych.